# سفيكومانية

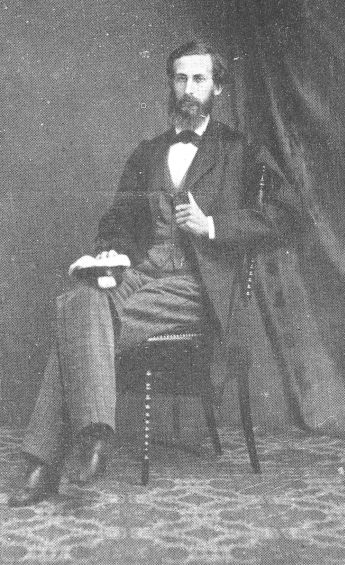

الزفيكومانية (Svekomania) حركة قومية سويدية نشأت في دوقية فنلندا الكبرى بنهاية القرن التاسع عشر أساساً كرد فعل على مطالب تعزيز استخدام اللغة الفنلندية بقوة من قبل الحركة الفنومانية. كانت الحركة الفنومانية القومية تطالب بحلول الفنلندية مكان السويدية في مجالات الإدارة العامة والمحاكم و المدارس. في ذلك الوقت، كان 85% من سكان الدوقية يتحدثون الفنلندية و 15% بالسويدية.
كانت أفكار «زفيكومانيين» جزءاً مهماً من النقاش العام في سبعينات وثمانينات القرن التاسع عشر الذي أثير من قبل استعادة النظام مجلس بورفو ، الذي يـُعقد كل ثلاث سنوات.